# Helsingby
Helsingby (även: Hälsingby) är en tätort i Korsholms kommun i landskapet Österbotten i Finland. Vid tätortsavgränsningen den 31 december 2021 hade Helsingby 886 invånare och omfattade en landareal av 4,18 kvadratkilometer.
Orten är svenskspråkig och ligger cirka 13 kilometer sydost om Vasa.
Sevärt i byn är bland annat Finlands näst äldsta stenbro. Grannbyar är Toby, Vikby, Rimal och Karkmo. Helsingbys fotbollslag heter IF Hoppet. Helsingby har ett litet lågstadium i centrum av byn. Vid skolan finns en rink för skridskoåkning. Helsingby hade förr i tiden en butik mitt emot bron såväl som en bank. Banken har lagts ner och där finns nu en hårsalong.